# Liste der Bodendenkmäler in Schönberg (gemeindefreies Gebiet)
Auf dieser Seite sind die Bodendenkmäler in dem mittelfränkischen gemeindefreien Gebiet Günthersbühler Schönberg zusammengestellt. Diese Tabelle ist eine Teilliste der Liste der Bodendenkmäler in Bayern. Grundlage ist die Bayerische Denkmalliste, die auf Basis des Bayerischen Denkmalschutzgesetzes vom 1. Oktober 1973 erstmals erstellt wurde und seither durch das Bayerische Landesamt für Denkmalpflege geführt wird. Die folgenden Angaben ersetzen nicht die rechtsverbindliche Auskunft der Denkmalschutzbehörde.

Mit dem Stand vom 4. Juli 2018 sind zwei Bodendenkmäler vom gemeindefreien Gebiet Schönberg in der Bayerischen Denkmalliste eingetragen.

## Liste der Bodendenkmäler
| Lage                                                              | Objekt                                               | Akten-Nr.     | Bild |
| ----------------------------------------------------------------- | ---------------------------------------------------- | ------------- | ---- |
| Schönberg (gemeindefreies Gebiet) (Standort)                      | Siedlung der späten Hallstatt- und frühen Latènezeit | D-5-6533-0030 |      |
| Schönberg (gemeindefreies Gebiet), Lauf an der Pegnitz (Standort) | Grabhügel der Urnenfelder- und Hallstattzeit         | D-5-6533-0027 |      |